# 古庭維
古庭維（1983年1月14日—），臺灣鐵道文化研究及推廣者，臺北市出身，現為《鐵道情報》雜誌總編輯、舊打狗驛故事館館長、春臨臺灣文化事業坊社長、台灣交通文化資產保存學會常務理事及世界遺產鐵道組織（WATTRAIN）理事 。

## 生平
1983年，古庭維出生於臺北市，爾後就讀並畢業於國立臺灣大學生化科技學系和微生物與生化學研究所。就學期間曾任該校鐵道暨火車研習社（簡稱台大火車社）第26屆社長，並於此後致力鐵道文化推廣。2005年，聘任為臺北縣藝文中心蒸汽機車展示館整修顧問。2006年1月起，擔任《鐵道情報》雜誌總編輯，並於2011年至2015年擔任中華民國鐵道文化協會副會長。2016年，創辦春臨臺灣文化事業坊。

## 興趣
古庭維對鐵道的主要研究興趣是風景攝影及廢線跡踏查。另外，因熱衷登山活動，他曾發表許多探討臺灣高山森林鐵道的探勘經驗文章。

## 著作

### 專書
- 《台灣舊鐵道散步地圖》，古庭維、鄧志忠著。晨星出版，ISBN 9789861774015，2010年8月6日（該書獲行政院新聞局第33次推介中小學生優良課外讀物及2010年度最佳少年兒童讀物獎）
- 《典藏版鐵道新旅--山海線：32+2站深度遊》，古庭維、鄧志忠、片倉佳史、李春政(追煙)、蘇棨豪(半島)、輔大猴、海豚男、台大火車社、交大鐵道會、王晟懿、吳睿哲、黃偉嘉、陳映彤、鄭育安著。遠足文化，ISBN 9789865967390，2012年10月31日
- 《典藏版鐵道新旅--縱貫線北段：32站深度遊》，古庭維、陳穩立、鄧志忠、片倉佳史、蘇棨豪(半島)、輔大猴、王晟懿、吳睿哲、黃偉嘉、陳映彤、陳威勳、許洋豪、邱柏瑞、周昀徵、台大火車社著。遠足文化，ISBN 9789865967802，2013年1月30日

### 論文
- A Simple and Cost-Saving Approach To Optimize the Production of Subtilisin NAT by Submerged Cultivation of Bacillus subtilis Natto。（J. Agric. Food Chem. 2009, 57, 292–296）
- 建構國際級之長距離中級山健行步道～花蓮嵐山山地鐵道 （页面存档备份，存于）. 2015全國登山研討會. 2015

### 專欄文章
- 作品散見於《鐵道情報》、《台灣山岳》、《幼獅少年》及其他報章雜誌。

## 外部連結
- 古庭維 KU Tingwei的Facebook專頁